# Agnolo Bronzino
Agnolo di Cosimo, supranumit Bronzino (n. 17 noiembrie 1503, Florența, Republica Florentină – d. 23 noiembrie 1572, Florența, Marele Ducat de Toscana), a fost un pictor italian, reprezentant al manierismului. Bronzino a pictat mai ales fresce, pentru altar, alegorice, cu teme mitologice. De asemenea, a pictat portrete. 
Fiind un om învățat, membru al Academiei din Florența, a cunoscut personalități ca Dante, Pietro Bembo și Petrarca. Giorgio Vasari îl descrie pe Bronzino ca fiind un om blajin, un prieten gata să ajute, plăcut în societate.

## Galerie de imagini

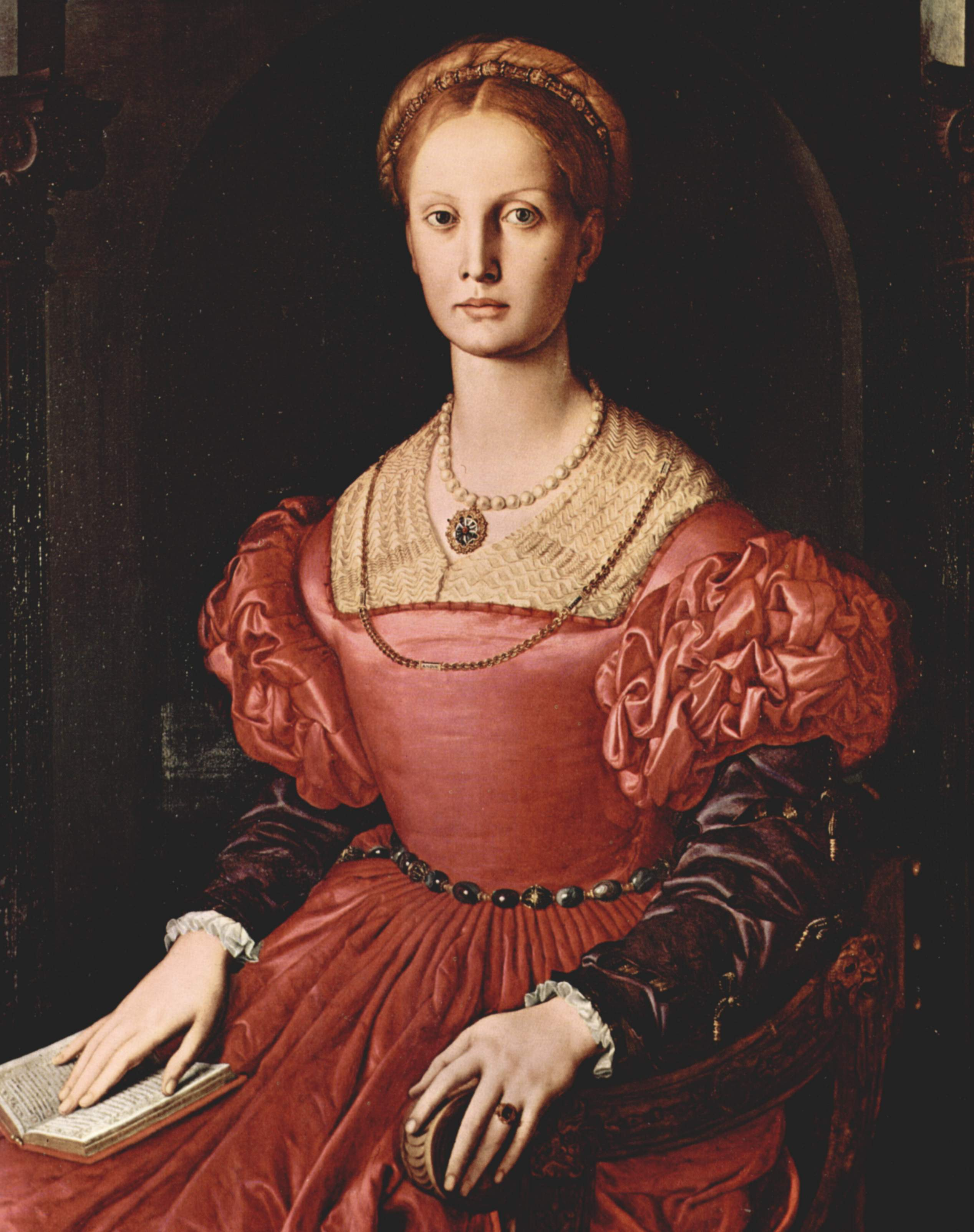
Lucrezia Panciatichi (c. 1540)
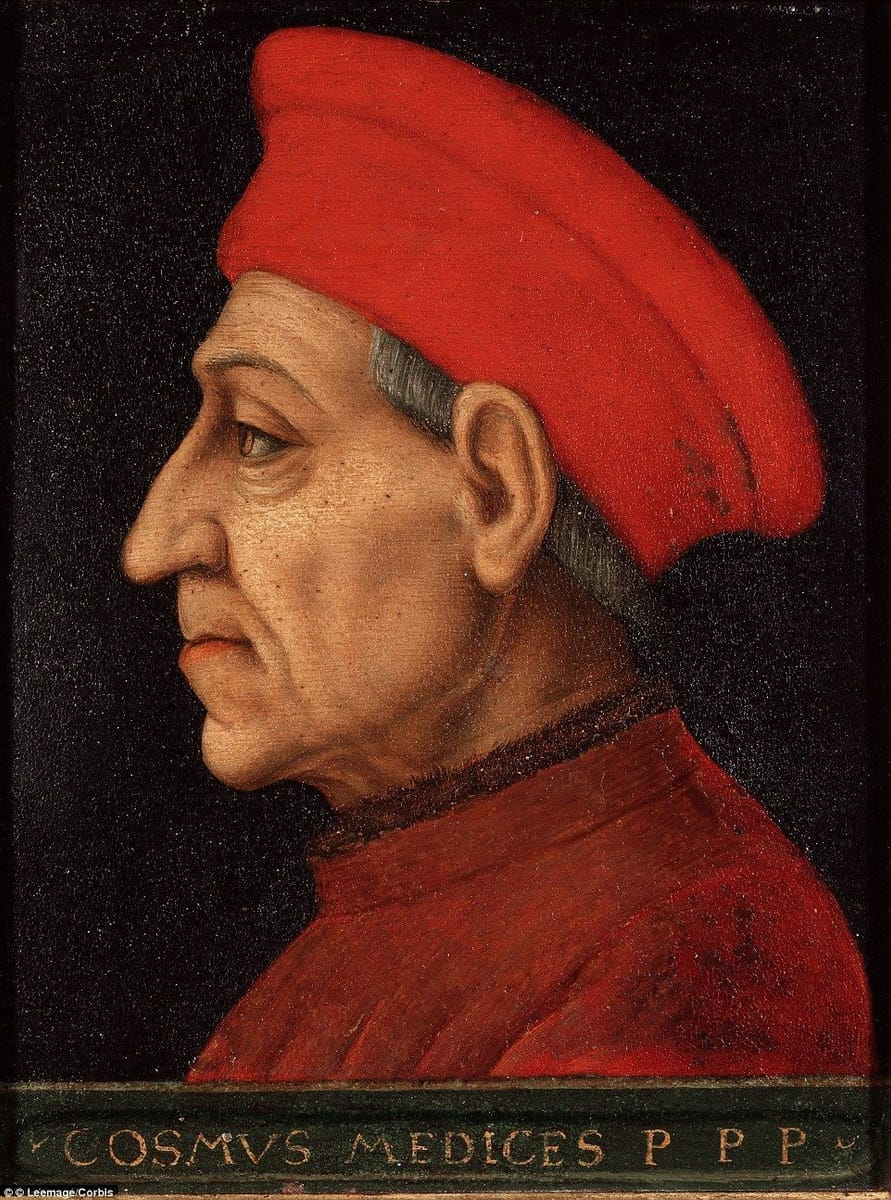
Cosimo de' Medici (1565)
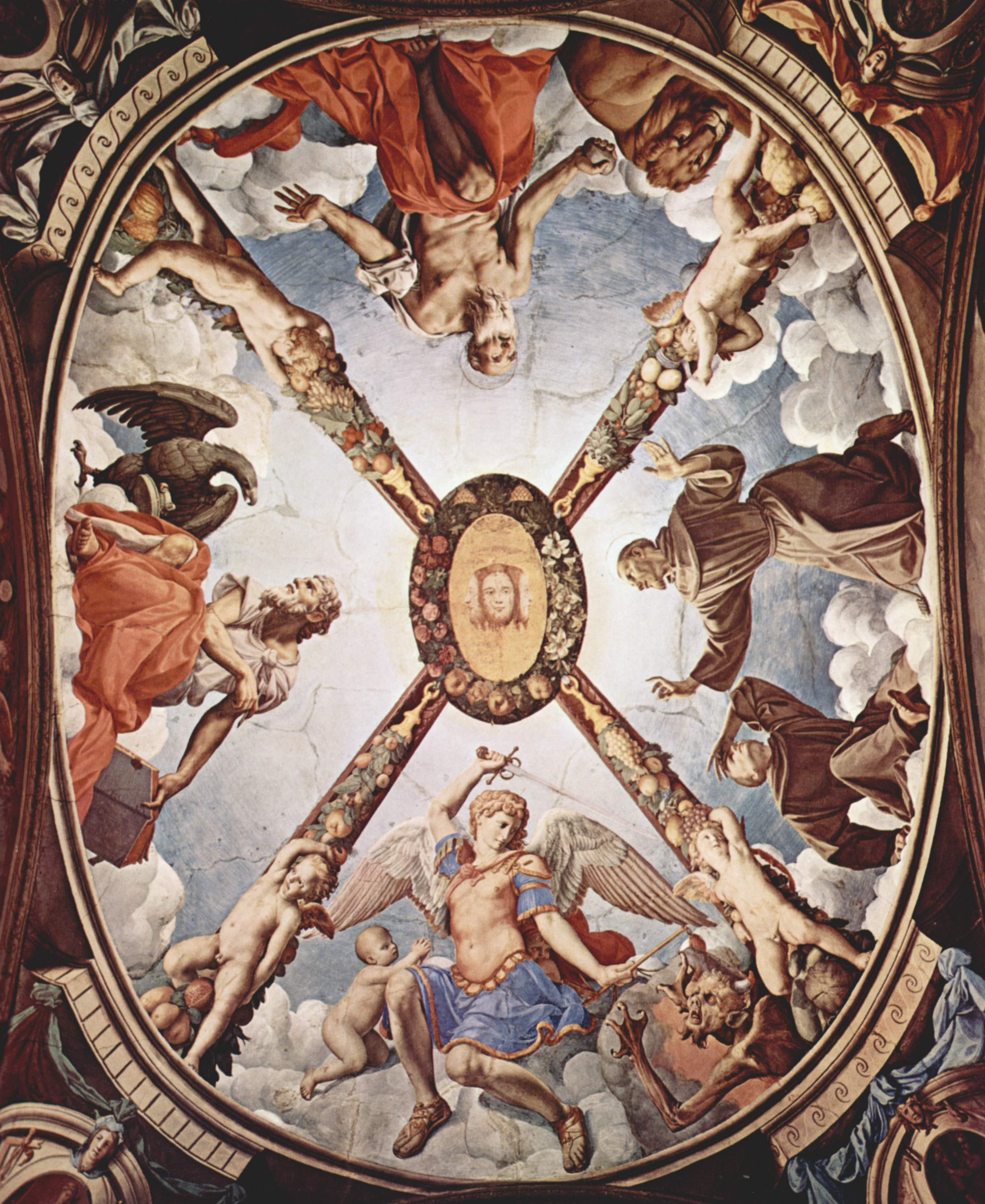
Capela Eleonorei de Toledo
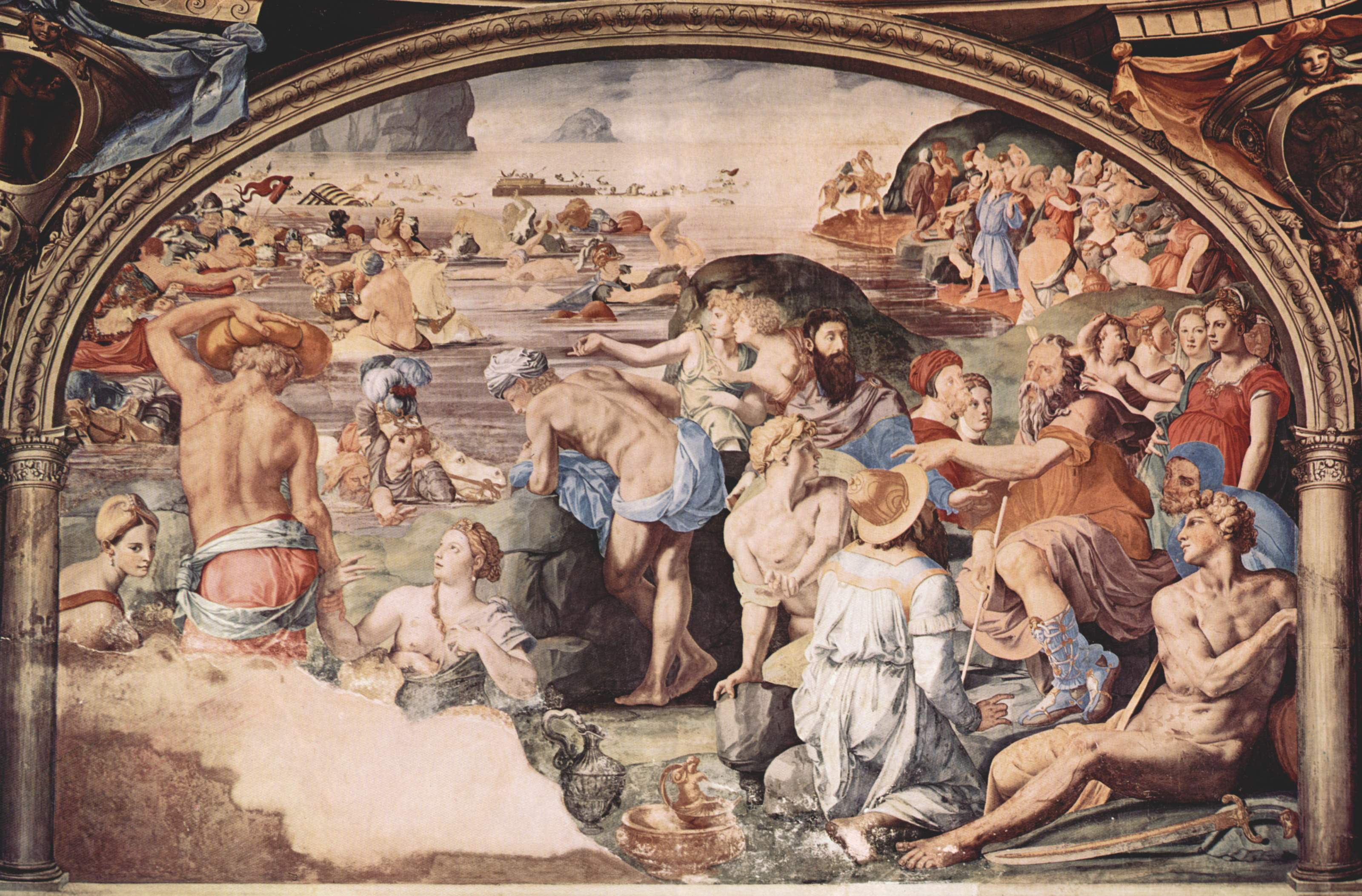
Genesis (Marea Roșie traversată de israeliți)
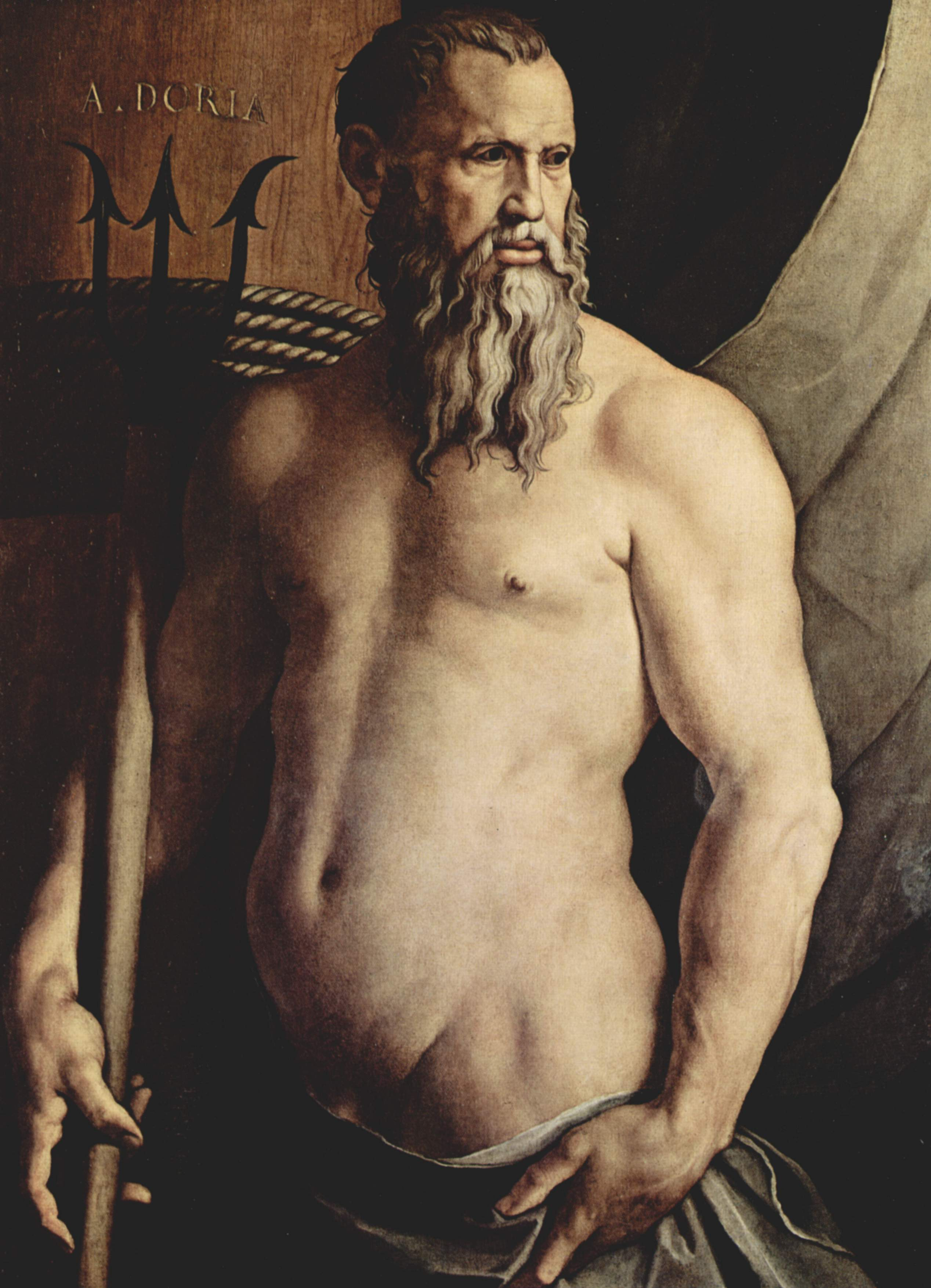
Andrea Doria (reprezentat ca Neptun)
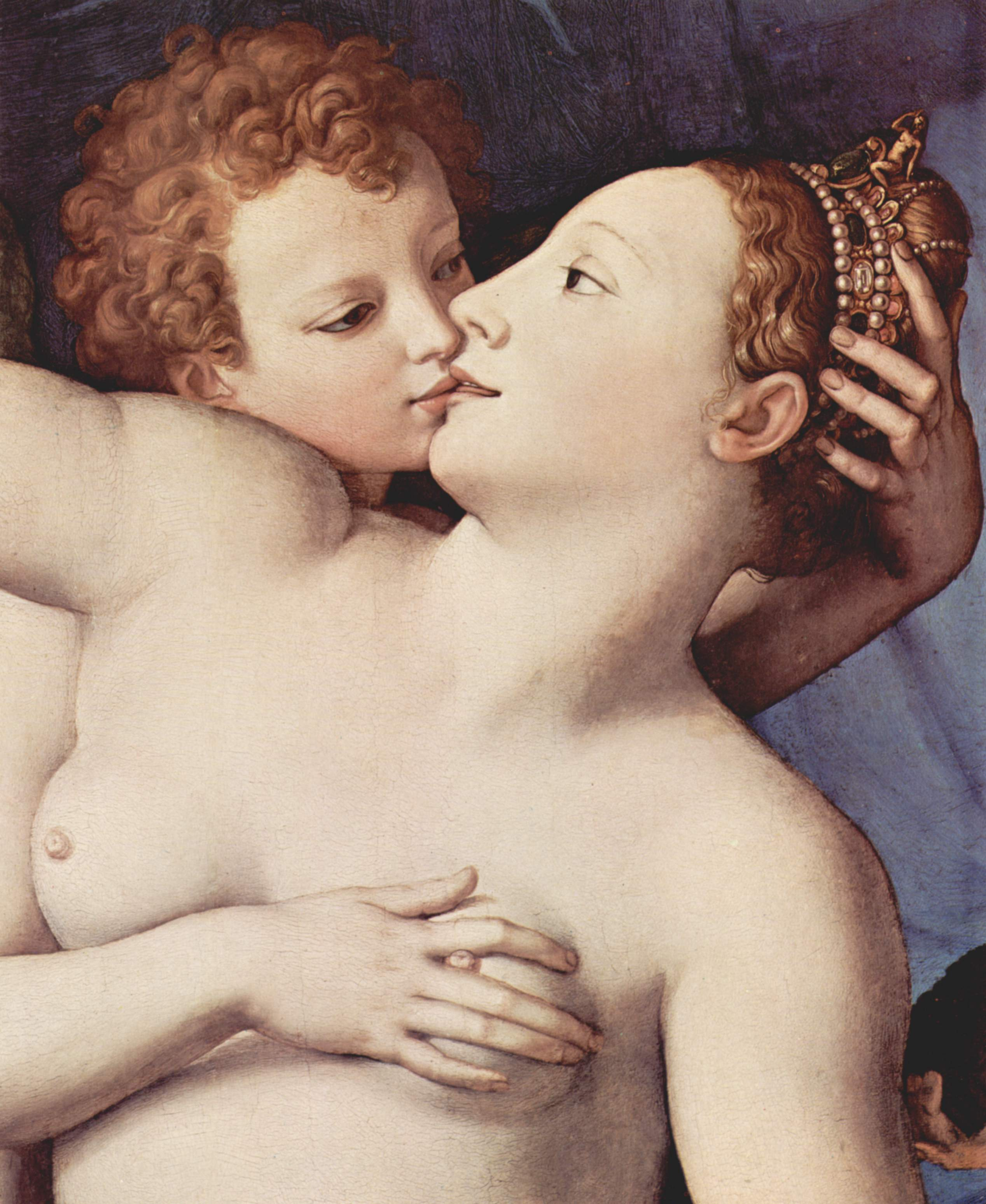
Alegoria dragostei